# Pachacuti
Pachacuti Inca Yupanqui eller Pachacutec (spansk stavning) eller Pachakutiq Inka Yupanki (Quechua) var den 9. Sapa Inka (1438–1471/1472) i Kongedømmet Cusco, som han udvidede til at omfatte imperiet Tawantinsuyu, på dansk kaldet Inkariget. De fleste historikere og arkæologer mener, at den berømte inka-by Machu Picchu blev opført som residens for Pachacuti.
På quechua betyder Pachakutiq "den, der ryster jorden", og Yupanki betyder "med ære". Under Pachacutis regeringstid voksede Cusco fra at være et lokalt kongedømme til et imperium, der kunne konkurrere med og til sidst underlægge sig Chimúerne. Han grundlagde en æra af erobringer, der i løbet af tre generationer udvidede inkaernes område fra dalen i Cusco til at omfatte det meste af det vestlige Sydamerika.
Da inkaerne ikke beherskede noget kendt skriftsprog, er kilderne om Pachacuti baseret på mundtlige overleveringer og de arkæologiske fund, der er gjort ved udgravninger i Inkariget. Oplysningerne om hans liv og levned er således behæftet med en del usikkerhed.

## Biografi
Pachacuti blev født som Cusi Yupanqui som søn af Sapa Inka Viracocha. Som tronarving havde Viracocha udpeget Pachacutis bror Urco.
På et tidspunkt truede inkaernes ærkefjender Chankaerne med invasion af Cuzco, og Viracocha og resten af hoffet blev rådet til at flygte. Viracocha og tronarvingen Urco valgte at forlade Cusco og flygte til Caquia Xaquixahuana sammen med sønnerne Urco og Socso. Sønnen Pachacuti valgte imidlertid at blive i Cusco sammen med broderen Rocca og seks andre ledende Inkaer for at forsvare byen. I det følgende slag besejrede Pachacuti og de øvrige forsvarere de indtrængende chankaer så eftertrykkeligt, at legenden fortæller, at selv stenene rejste sig for at kæmpe på Pachacutis side. Med sejren opnåede "Jordrysteren" folkets støtte.:61,65,71,  Efter sejren blev krigsbyttet tilbudt lagt frem for Inka Viracocha, således at han kunne træde på det, men Viracocha meddelte, at Urco som tronarving skulle udføre denne handling. Urcos bror, Rocca, der havde været med ved forsvaret af Cusco dræbte siden Urco. Inka Viracocha døde kort efter i Caquia Xaquixahuana, ifølge overleveringen af skam.:58-59,61-61,71 
Ved Viracochas død i 1438 overtog Pachacuti tronen som niende regent i Inkariget.
Under Pachacuti regeringstid skete store omvæltninger i Inkariget. Pachacuti genopbyggede Cusco og udvidede byen i takt med udvidelsen af imperiet.:66–69,75  Pachacuti besejrede og underlagde sig en række af de omkringboende stammer og kongedømmer. Blandt de største sejre var sejren over Qullaerne, der beboede området omkring Titicacasøen syd for Cusco. Sejren over qullaerne gav kontrol over området Qullasuyu, der rakte langt mod syd. Ligeledes opnåede inkaerne under Pachacuti kontrol med Chinchaysuyu, der strakte nordpå til Quito i det nuværende Ecuador. Tidligere havde kampe mod konkurrerende stammer og kongedømmer alene været ført for at plyndre de besejrede, men med Pachacuti fandt en egentlig kolonisering sted idet de besejrede blev tvunget til at underlægge sig Inkariget og Sapa Inka, ligesom Pachacuti udstationerede tropper i de besejrede områder,:74,78,83–85  der ligeledes blev befolket med tvangsforflyttede indbyggere i Inkariget. Disse tvangsforflyttelser omfattede hundredtusindvis af kolonister, såkaldte mitimaes tvangsudskrevet fra de nederste lag af det hirakiske sociale inka-hiraki.:70,72–74,76–85 
Som led i den kraftige udbygning af Inkariget etablerede Pachacuti et højt udviklet net af veje i imperiet, der gjorde det muligt at rejse i imperiet, der ved Pachacutis død strakte sig fra Quito i nord til det nuværende Chile i syd. Der blev også etableret avancerede vandingsanlæg og kanaler og bygget terrasser for at forøge landbrugsarealet i imperiet.:89,91–92  Cusco blev indrettet således, at imperiets fire provinser (Qullasuyu, Antisuyu, Chinchaysuyu og Qontisuyu) fik hver sin sektor i Cusco, og hver sektor blev igen opdelt efter de to klaner (moiteter) hanan og hurin.

## Familie
Pachacuti havde tre officielle sønner med sin hustru Quya Anawarkhi (også kaldt Coya Anahurque eller Mama Anahuarqui), Tupac Ayar Manco, Apu Paucar, og Tupac Inca Yupanqui.:84  herudover havde han en lang række uægte børn, op til 150.:95 
Pacachuti havde flere brødre. Han dræbte to af disse, Capac Yupanqui og Huayana Yupanqui, efter en militæraktion i provinsen Chinchay-Suyu..:80,94 
Han udpegede oprindeligt den ældste søn som med-regent og tronfølger, men besluttede senere, at Tupac Inca skulle overtage riget, da Amaru ikke var en kriger. da Pachacuti omkring 1471 døde som følge af sygdom, overtog Tupac Inca Yupanqui tronen, tilsyneladende uden uenigheder om arvefølgen. Det var det sidste fredelige tronskifte i rækken af Sapa Inkaer.

## Grafisk illustration af Inkarigets ekspansion under Pachatuti og årene derefter
Inkarigets udstrækning markeret med rødt.
|  |  |  |

## Eksterne links
- Wikimedia Commons har flere filer relateret til Pachacuti